# Ravichandran
Ravichandran (* 1940 in Kuala Lumpur, Malaysia; † 25. Juli 2011 in Chennai, Tamil Nadu, Indien) war ein indischer Schauspieler, Drehbuchautor und Filmregisseur des tamilischen Films, vornehmlich der 1960er und 1970er Jahre.

## Leben
Ravichandran wurde als P. S. Raman in Malaysia geboren, 1951 kam er zum ersten Mal nach Indien. Er studierte am St. Joseph’s College in Tiruchirappalli. 
Sein Filmdebüt hatte er 1964 in C. V. Sridhars in Ooty spielender Filmkomödie Kadalikka Neramillai. Neben J. Jayalalithaa spielte er die Hauptrolle in Kumari Penn (1966). In K. Balachanders Kaviyath Thalaivi (1970) – einem Remake von Asit Sens bengalischem Klassiker Uttar Falguni aus dem Jahr 1963 – stand er mit S. Janaki und Gemini Ganesan vor der Kamera.
Ravichandran war zweimal verheiratet – in erster Ehe mit der Malayalam-Schauspielerin Sheela – und hatte vier Kinder. Er starb an multiplem Organversagen im Apollo Hospital in Chennai.

## Filmografie (Auswahl)
Schauspieler
- 1964: Kadalikka Neramillai
- 1964: Nalvaravu
- 1965: Idhaya Kamalam
- 1966: Gauri Kalyanam
- 1966: Kumarippen
- 1966: Motor Sundaram Pillai
- 1966: Madras to Pondicherry
- 1966: Naam Moovar
- 1967: Adhe Kangal
- 1967: Maadi Veetu Mapillai
- 1967: Magaraasi
- 1967: Naan
- 1967: Naan Yaar Theriyuma
- 1967: Ninaivil Ninraval
- 1967: Selva Magal
- 1967: Sabhash Thambi
- 1967: Thanga Thambi
- 1967: Valibha Virundhu
- 1968: Moonreluthu
- 1968: Nimindhu Nil
- 1968: Panakkara Pillai
- 1968: Delhi Mapillai
- 1969: Odum Nadhi
- 1969: Sikharangal
- 1969: Singapore Seeman
- 1969: Chella Penn
- 1969: Subha Dhinam
- 1970: Kadhal Jothi
- 1970: Kaviya Thalaivi
- 1970: Snegithi
- 1970: Malathi
- 1971: Paatondru Ketten
- 1971: Sabhatham
- 1971: Justice Vishwanathan
- 1971: Meendum Vazhven
- 1971: Utharavindri Ulle Vaa
- 1972: Pugundha Veedu
- 1972: Varaverpu
- 1973: Engal Thaayi
- 1973: Baghdad Perazhagi
- 1974: Avalukku Nigar Avale
- 1974: Doctoramma
- 1974: Puthiya Manidhan
- 1974: Sorgathil Thirumanam
- 1975: Hotel Sorgam
- 1975: Thai Veetu Seedhanam
- 1979: Neeya
- 1986: Oomai Vizhigal
- 1997: Arunachalam
- 2002: Pammal K Sambandam
- 2009: Kanden Kadhalai